# El Pedroso de la Armuña
El Pedroso de la Armuña is een gemeente in de Spaanse provincie Salamanca in de regio Castilië en León met een oppervlakte van 20,26 km². El Pedroso de la Armuña telt 238 inwoners (1 januari 2016).

## Demografische ontwikkeling
Bron: INE, 1857-2011: volkstellingen